# 尼崎南警察署
尼崎南警察署（あまがさきみなみけいさつしょ）は、兵庫県警察が管轄する警察署の一つ。大規模警察署であり、署長は警視正。尼崎市内においては、尼崎北警察署、尼崎東警察署、本署の3署で管轄している。

## 沿革

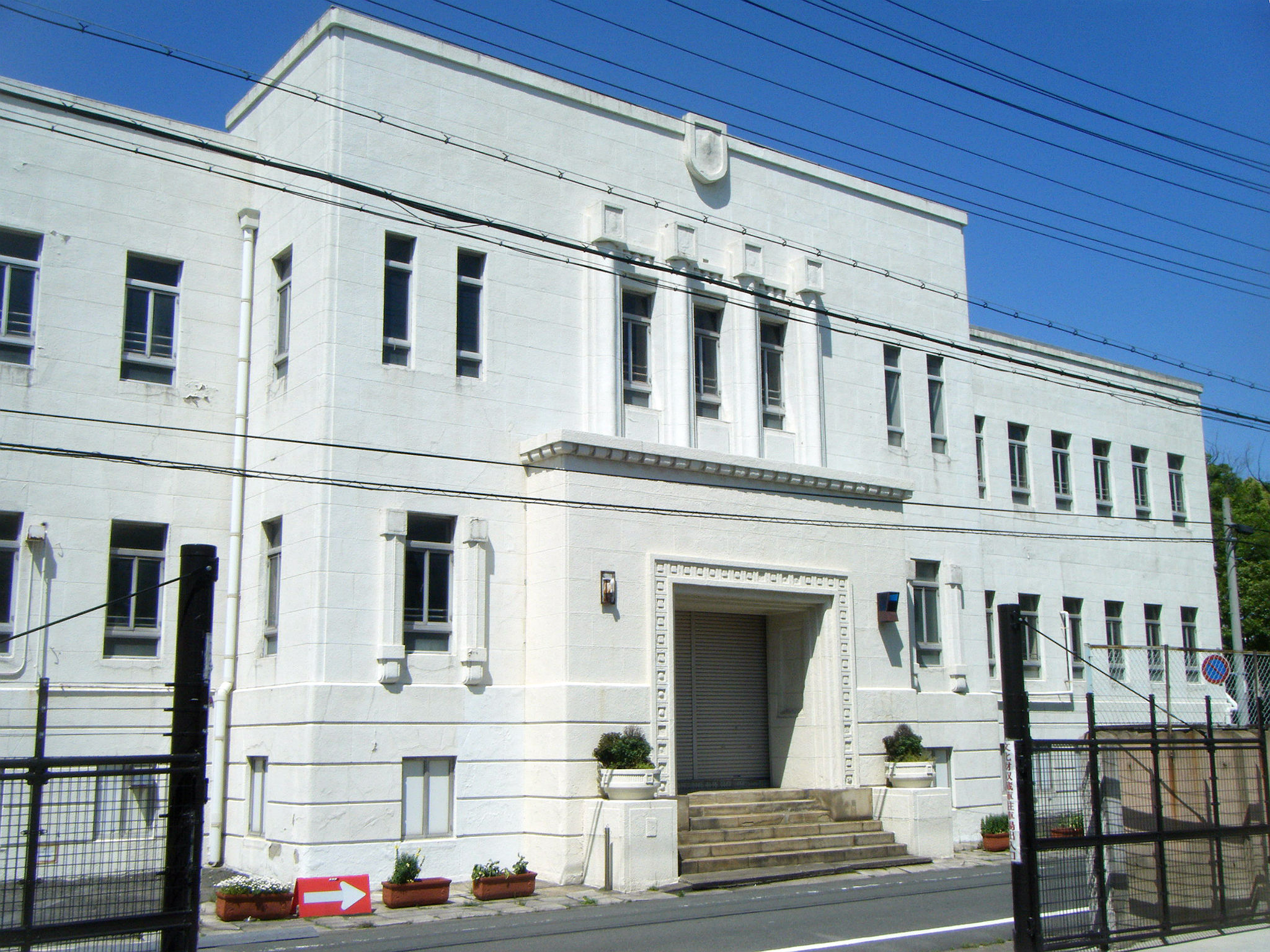
旧尼崎警察署

明治初め頃の川辺郡における警察事務処理の中心は伊丹であったが、中頃以降尼崎地方が工業地帯の発展と共に著しく重要性を増し、1906年（明治39年）に昇格した尼崎警察署は阪神間における最重要警察となった。
太平洋戦争後、2度の警察制度改革や分轄により、度重なる署名変更を経て尼崎中央警察署となり、市内4署（中央・東・西・北）の内の一つとなる。
2006年（平成18年）の尼崎中央警察署と尼崎西警察署の統合により発足した尼崎南警察署は旧中央署を本庁舎とし、旧西署は西分庁舎となった。旧西署の管轄であった立花地区の一部は尼崎北署の管轄に変更されている。
本庁舎は2019年10月から2022年7月まで老朽化・狭隘化のため建て替え工事を行っていた。なお、工事中に仮庁舎であった西庁舎は今後解体される予定である。

## 年表
- 1877年（明治10年）2月 - 西宮警察署尼崎交番所が尼崎町旧城郭内松の丸（現・南城内）に開設[1][5]
- 1882年（明治15年）7月 - 尼崎分署へ昇格[5]
- 1883年（明治16年）7月 - 管轄変更に伴い伊丹警察署尼崎分署となる[5]
- 1886年（明治19年）3月27日 - 庁舎を尼崎町へ新築[2]
- 1906年（明治39年）10月1日 - 尼崎警察署へ昇格[2]
- 1926年（大正15年）12月25日 - 庁舎を旧城郭内二の丸（現・北城内）へ新築移転　※建物は旧尼崎警察署として現存[6][2]
- 1948年（昭和23年）
  - 3月7日 - 制度改革（旧警察法制定・自治体警察化）に伴い、尼崎市警察署となる
  - 7月7日 - 尼崎市東警察署へ名称変更　※同日に尼崎市西警察署・尼崎市北警察署が新設
- 1949年（昭和24年）12月15日 - 尼崎市西署庁舎を新築
- 1953年（昭和28年）6月15日 - 尼崎市南警察署へ名称変更　※同日に尼崎市東警察署（現・尼崎東警察署）が新設
- 1954年（昭和29年）7月1日 - 警察法改正により自治体警察を廃止し兵庫県警察が発足。兵庫県尼崎中央警察署へ名称変更　※同日に尼崎市西警察署が兵庫県尼崎西警察署へ名称変更
- 1970年（昭和45年）3月31日 - 庁舎を昭和通二丁目（現在地）へ新築移転
- 1972年（昭和47年）3月7日 - 尼崎西署庁舎を新築
- 2006年（平成18年）4月1日 - 尼崎西警察署を統合し兵庫県尼崎南警察署となる（尼崎西警察署庁舎は西分庁舎となる）[3]
- 2019年（令和元年）10月 - 建替え工事のため、本庁舎から西分庁舎の仮庁舎に移転[4]
- 2022年（令和4年）7月19日 - 本庁舎（南署）の工事が完了。仮庁舎から再移転して業務開始[7]。

## 所在地

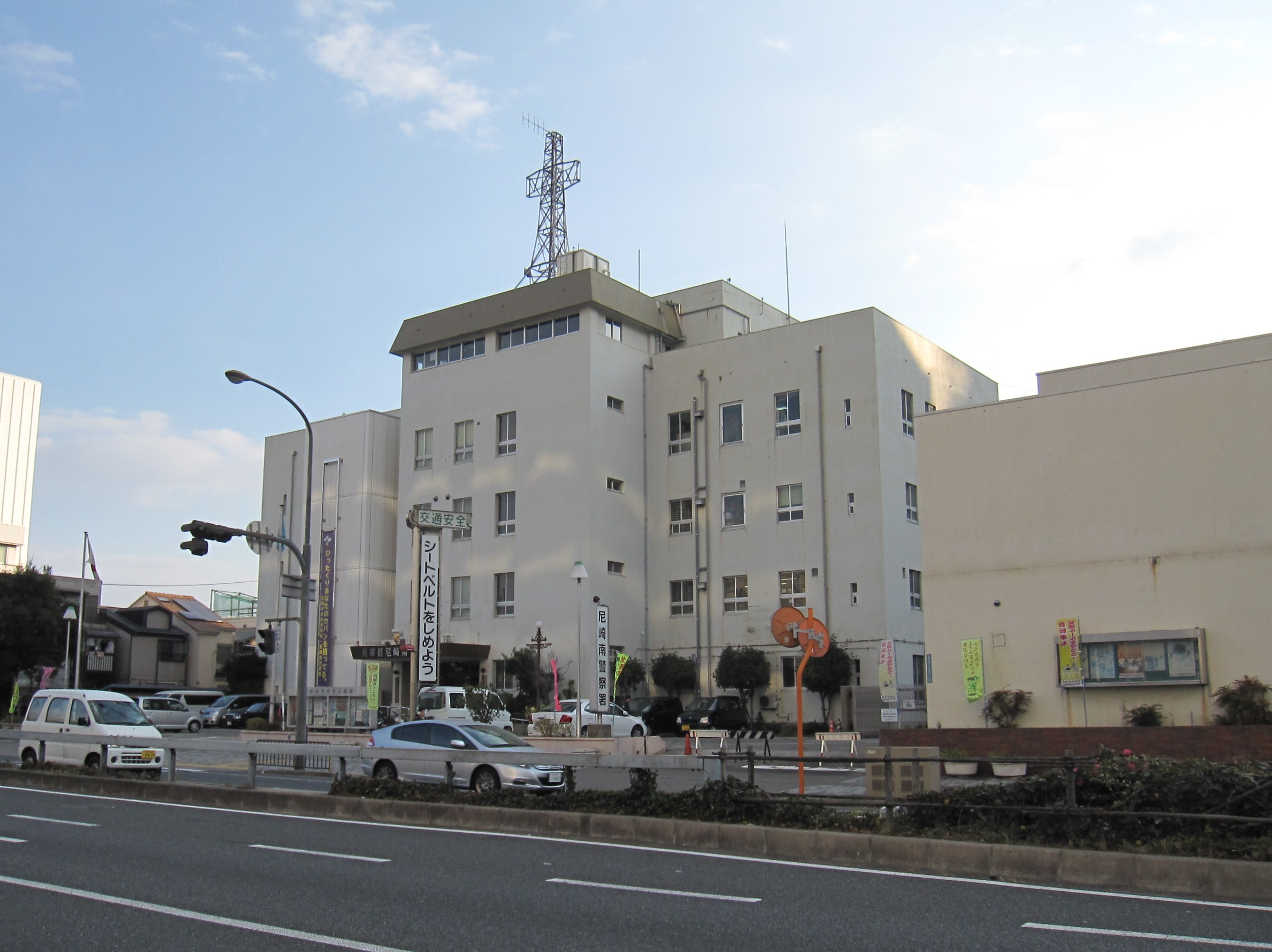
旧庁舎（2012年撮影）

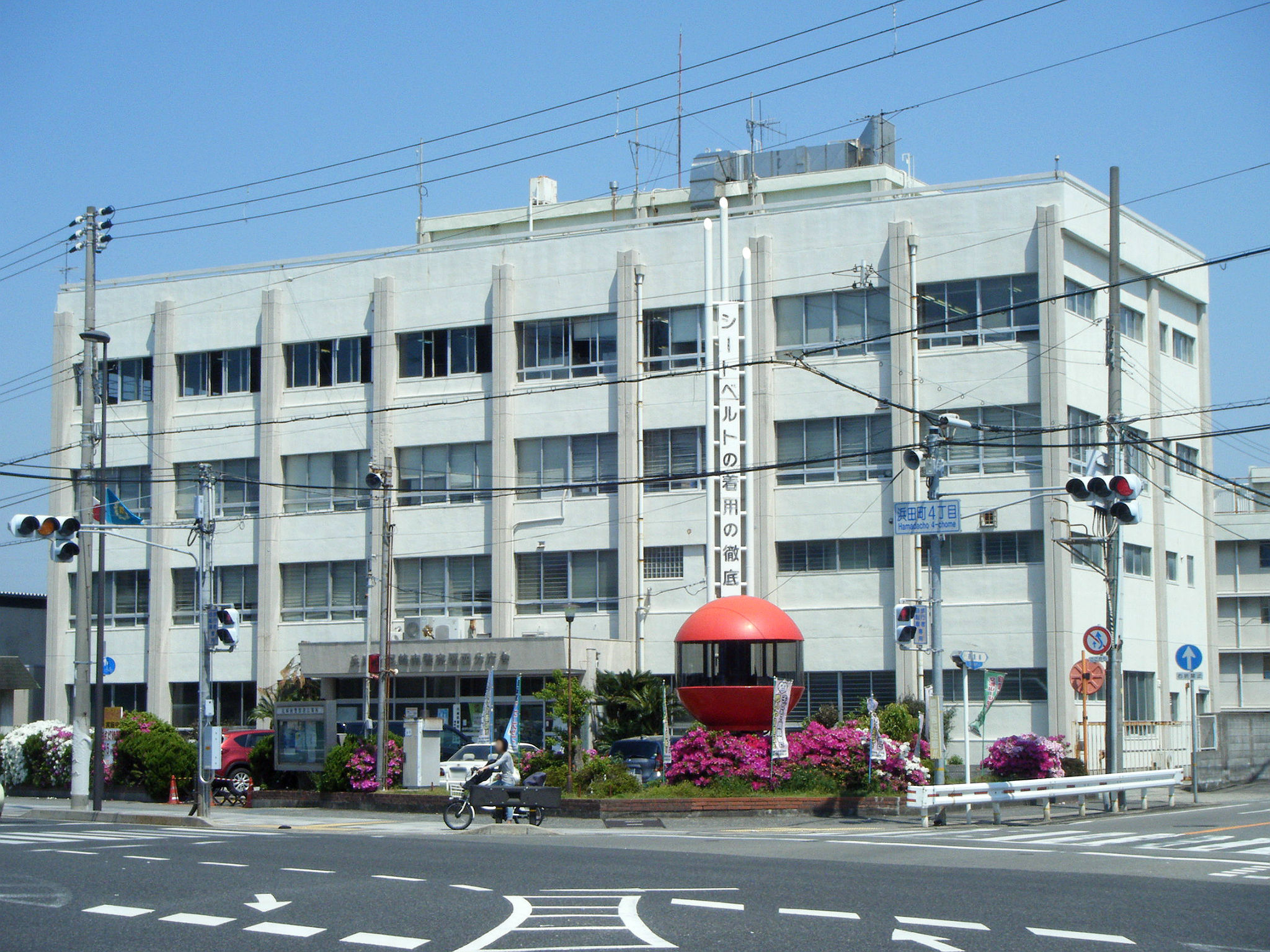
西分庁舎

- 本庁舎：兵庫県尼崎市昭和通二丁目6番82号　※旧尼崎中央警察署
- 西分庁舎：浜田町四丁目45番地　※旧尼崎西警察署　本庁舎工事完了後の2022年7月以降に解体[3]。

## 各種窓口
本庁舎・西分庁舎いずれにも所在していたが、2019年10月の本庁舎建替え工事のため、仮庁舎である西分庁舎のみになっている。
| - 警務課 - 会計課 - 刑事第一課 - 刑事第二課 | - 生活安全課 - 交通課 - 警備課 |

## 交番

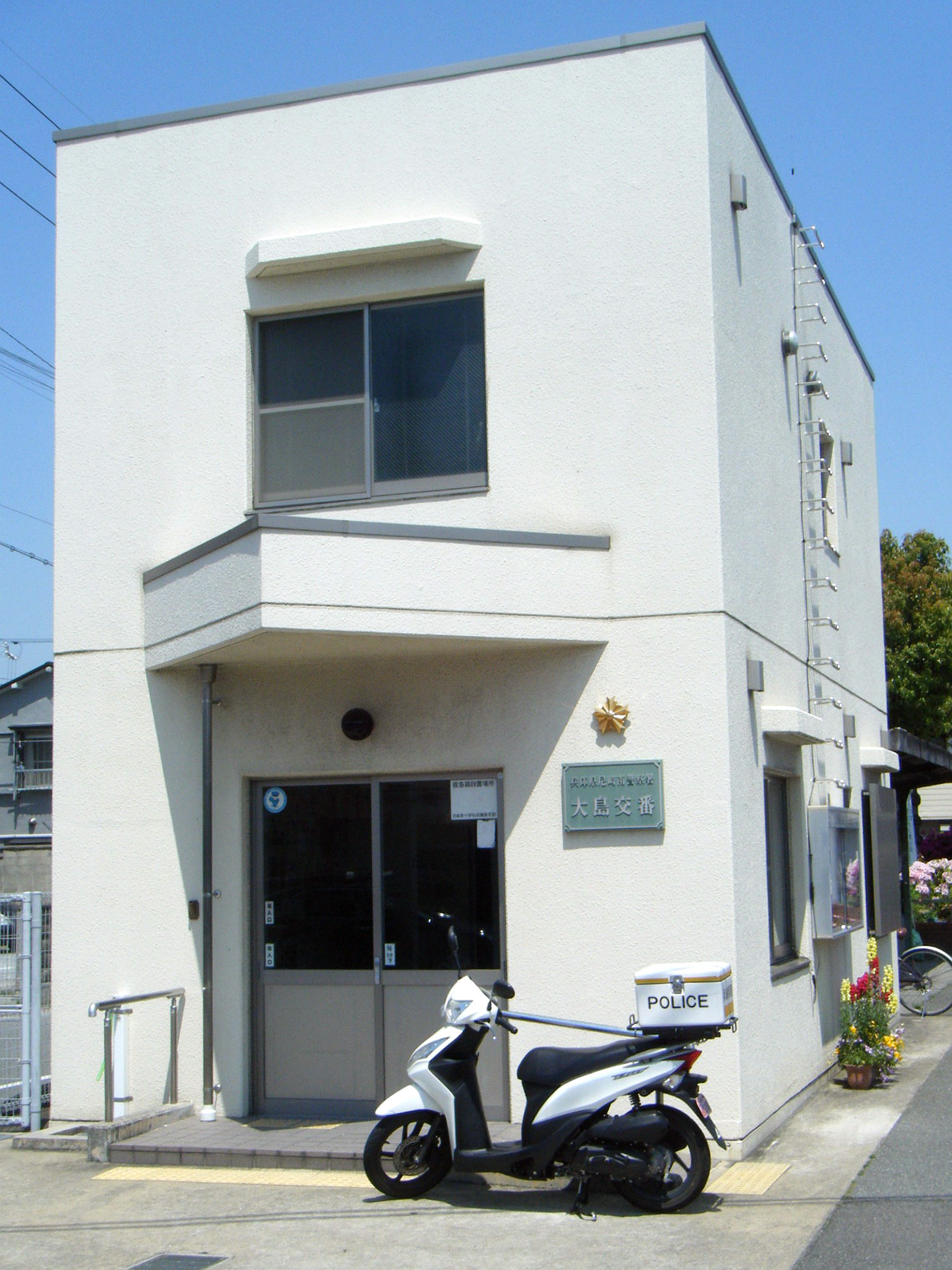
大島交番

全て、尼崎市内に所在している。なお派出所、駐在所は所在しない。
| - 西難波交番 （西難波町） - 東難波交番 （東難波町） - 竹谷交番 （北竹谷町） - 出屋敷交番 （南竹谷町） - 大物交番 （東大物町） - 中央交番 （神田北通） | - 大島交番 （稲葉荘） - 七松交番 （七松町） - 稲葉荘交番 （稲葉元町） - 大庄交番 （大庄西町） - 元浜交番 （元浜町） - センタープール前交番 （水明町） |

## 廃止された交番
- 昭和通交番 （東難波町）
- 御茶屋橋交番 （東本町）

## 交通安全祈念塔

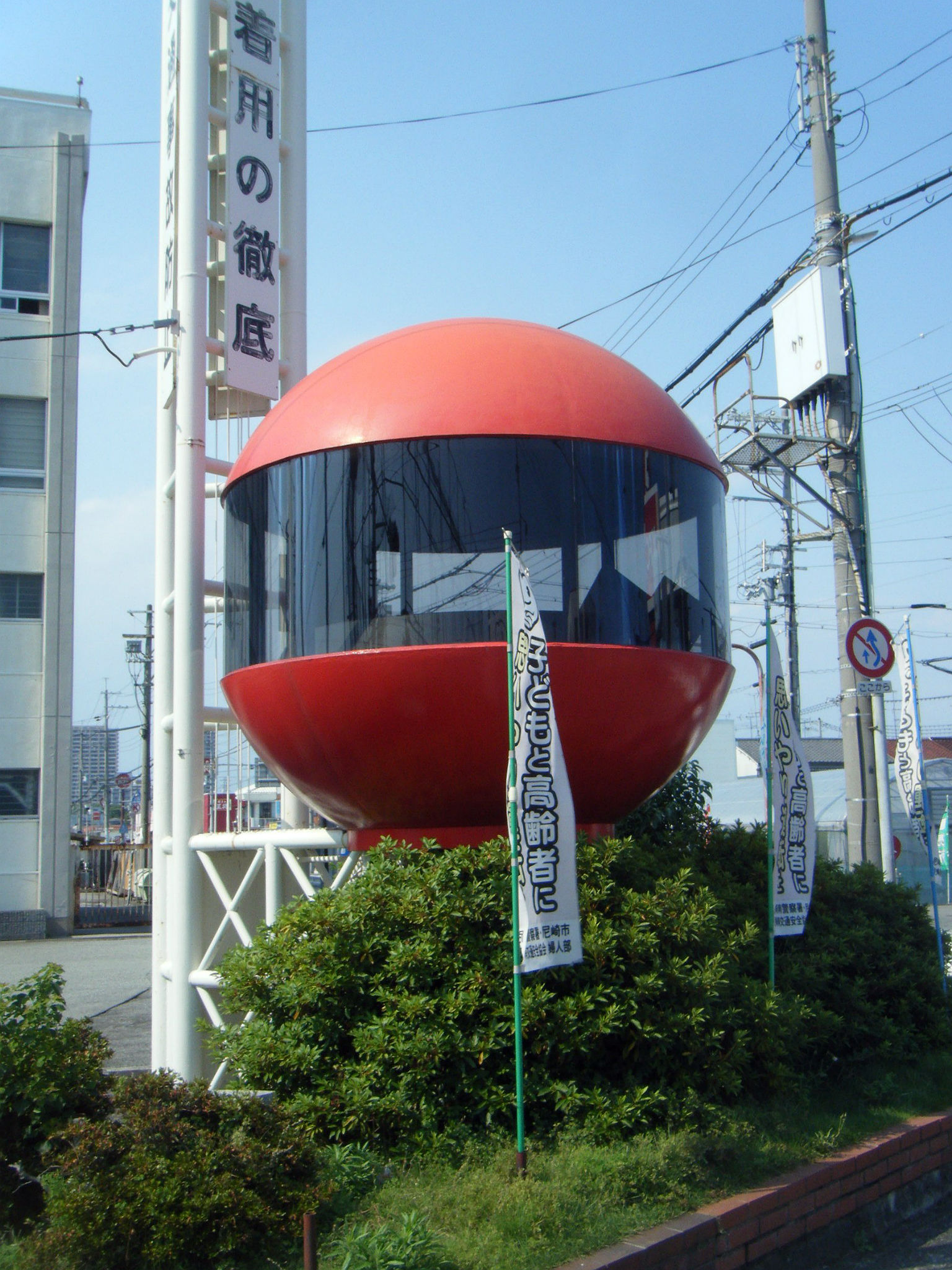
交通安全祈念塔（西分庁舎）

西分庁舎の敷地南東・浜田町4丁目交差点を臨む位置にあり、白色の塔部と赤色の球体部からなる構造物。直径2.7メートル、高さ12メートルで内部には放送設備がある。1974年（昭和49年）に当時の尼崎西警察署内の施設として尼崎西交通安全協会20周年記念事業で建設された。本施設では塔への交通標語掲示の他、音声による違反取締り・啓発活動が行われている。
塔は道路を象徴し、球体には交通事故ゼロの願いが表現されている。球体内部には座席とマイクがあり、塔に設置された4台のスピーカーより音声が出力される。
放送は月1、2回、各々約1時間の頻度で尼崎南交通安全協会婦人部により行われ、交通安全を呼びかける他、周辺を通行する歩行者や自転車に対し個別指導がなされる。また年4回実施される交通安全運動の期間中は、同婦人部による録音放送も流されている。
2022年の西分庁舎の解体に伴い撤去される予定である。

## 交通アクセス
- 阪神尼崎駅下車　北東約300m
- 阪神バス「尼崎文化センター」バス停下車　東へ約100m